# Мекинє-над-Стично
Мекинє-над-Стично (словен. Mekinje nad Stično) — поселення в общині Іванчна Гориця, Осреднєсловенський регіон, Словенія. Висота над рівнем моря: 462,9 м.